# Шлундт, Дон
Дон Шлундт (англ. Don Schlundt; 15 марта 1933, Саут-Бенд, Индиана, США — 10 октября 1985, Индианаполис, Индиана, США) — американский баскетболист, игравший на студенческом уровне. Играл на позиции центрового. Чемпион Национальной ассоциации студенческого спорта (NCAA) сезона 1952/1953 годов.

## Ранние годы
Дон Шлундт родился в городе Саут-Бенд (штат Индиана), учился в Саут-Бендской школе Вашингтон-Клэй, в которой играл за местную баскетбольную команду.

## Студенческая карьера
В 1955 году закончил Индианский университет в Блумингтоне, где в течение четырёх лет играл за команду «Индиана Хузерс», в которой провёл успешную карьеру. При Шлундте «Хузерс» два раза выигрывали регулярный чемпионат конференции Big Ten (1953—1954), а также два раза выходили в плей-офф студенческого чемпионата США (1953—1954).
В 1953 году «Индиана Хузерc» стали чемпионами Национальной ассоциации студенческого спорта (NCAA). 14 марта они вышли в финал четырёх турнира NCAA (англ. Final Four), где сначала в полуфинальном матче, 17 марта, обыграли команду Боба Петтита «Луизиана Стэйт Файтинг Тайгерс» со счётом 80:67, в котором Шлундт стал лучшим по результативности игроком своей команды, набрав 29 очков и сделав 5 подборов, а затем в финальной игре, 18 марта, в упорной борьбе обыграли команду Би Эйч Борна и Дина Смита «Канзас Джейхокс» со счётом 69:68, в которой Шлундт стал лучшим игроком матча, набрав 30 очков. В следующем сезоне «Хузерс» дошли до 1/8 финала турнира NCAA (англ. Sweet Sixteen), где 12 марта в упорной борьбе проиграли команде «Нотр-Дам Файтинг Айриш» со счётом 64:65, Дон стал в этом матче четвёртым по результативности игроком своей команды, набрав 10 очков и сделав 6 подборов.
За свою студенческую карьеру Шлундт набрал 2192 очка, установив командный рекорд того времени, только спустя 32 года его превзошёл Стив Олфорд, который по итогам своих выступлений набрал 2438 очков. В настоящее время он занимает шестое место по количеству попаданий с линии штрафного броска за карьеру (826). Дон Шлундт один раз включался в 1-ю всеамериканскую сборную NCAA (1954), а также два раза — во 2-ю всеамериканскую сборную NCAA (1953, 1955). В 1955 году был выбран на драфте НБА под 14-м номером командой «Сиракьюс Нэшнлз», но не провёл в Национальной баскетбольной ассоциации ни одного матча.

## Смерть
После окончания университета Шлундт стал бизнесменом. В 1982 году он был включён в баскетбольный Зал Славы Индианы. Дон Шлундт умер 10 октября 1985 года на 53-м году жизни от рака в Индианаполисе (штат Индиана).